# Трусдейл (Айова)
Трусдейл (англ. Truesdale) — місто (англ. city) в США, в окрузі Буена-Віста штату Айова. Населення — 69 осіб (2020).

## Географія
Трусдейл розташований за координатами 42°43′46″ пн. ш. 95°10′59″ зх. д. / 42.72944° пн. ш. 95.18306° зх. д. (42.729308, -95.183125).  За даними Бюро перепису населення США в 2010 році місто мало площу 0,37 км², уся площа — суходіл.

## Демографія
Згідно з переписом 2010 року, у місті мешкала 81 особа в 37 домогосподарствах у складі 24 родин. Густота населення становила 220 осіб/км².  Було 40 помешкань (109/км²).
Расовий склад населення:
| - 98,8 % — білих - 1,2 % — чорних або афроамериканців |

До двох чи більше рас належало 0,0 %. Частка іспаномовних становила 1,2 % від усіх жителів.
За віковим діапазоном населення розподілялося таким чином: 18,5 % — особи молодші 18 років, 66,7 % — особи у віці 18—64 років, 14,8 % — особи у віці 65 років та старші. Медіана віку мешканця становила 47,8 року. На 100 осіб жіночої статі у місті припадало 131,4 чоловіків;  на 100 жінок у віці від 18 років та старших — 127,6 чоловіків також старших 18 років.
Середній дохід на одне домашнє господарство  становив 44 961 долар США (медіана — 40 000), а середній дохід на одну сім'ю — 46 215 доларів (медіана — 40 417). За межею бідності перебувало 23,0 % осіб, у тому числі 54,5 % дітей у віці до 18 років та 10,0 % осіб у віці 65 років та старших.
Цивільне працевлаштоване населення становило 77 осіб. Основні галузі зайнятості: будівництво — 29,9 %, виробництво — 14,3 %, роздрібна торгівля — 13,0 %, освіта, охорона здоров'я та соціальна допомога — 13,0 %.